# Trophée Maurice-Filion
Pour les articles homonymes, voir Filion.
Pour l'ancien dirigeant de hockey sur glace, voir Maurice Filion.
Le trophée Maurice-Filion est remis annuellement au meilleur directeur général de hockey sur glace de la  Ligue de hockey junior Maritimes Québec (LHJMQ).

## Lauréats
Ci-dessous sont inscrits les vainqueurs du trophée :
- 2005-2006 : Ted Nolan, Wildcats de Moncton
- 2006-2007 : Pascal Vincent, Screaming Eagles du Cap-Breton
- 2007-2008 : Jacques Beaulieu, Sea Dogs de Saint-Jean
- 2008-2009 : Dominic Ricard, Voltigeurs de Drummondville
- 2009-2010 : Dominic Ricard, Voltigeurs de Drummondville
- 2010-2011 : Mike Kelly, Sea Dogs de Saint-Jean
- 2011-2012 : Joël Bouchard, Armada de Blainville-Boisbriand
- 2012-2013 : Philippe Boucher, Océanic de Rimouski
- 2013-2014 : Steve Ahern, Drakkar de Baie-Comeau
- 2014-2015 : Martin Moudou, Cataractes de Shawinigan
- 2015-2016 : Gilles Bouchard, Huskies de Rouyn-Noranda
- 2016-2017 : Joël Bouchard, Armada de Blainville-Boisbriand
- 2017-2018 : Serge Beausoleil, Océanic de Rimouski
- 2018-2019 : Mario Pouliot, Huskies de Rouyn-Noranda
- 2019-2020 : Jocelyn Thibault, Phœnix de Sherbrooke
- 2020-2021 : Jim Hulton, Islanders de Charlottetown
- 2021-2022 : Patrick Roy, Remparts de Québec
- 2022-2023 : Stéphane Julien, Phœnix de Sherbrooke
- 2023-2024 : Jean-François Grégoire, Drakkar de Baie-Comeau
- 2024-2025 : Olivier Picard, Armada de Blainville-Boisbriand